# Расін (округ, Вісконсин)
Шаблон:StateAbbr_ 42°47′ пн. ш. 87°46′ зх. д. / 42.78° пн. ш. 87.76° зх. д.
Расін (англ. Racine County) — округ (графство) у штаті  Вісконсин, США. Ідентифікатор округу 55101.

## Історія
Округ утворений 1836 року.

## Демографія
За даними перепису 
2000 року 
загальне населення округу становило 188831 осіб, зокрема міського населення було 164259, а сільського — 24572.
Серед них чоловіків — 93457, а жінок — 95374. В окрузі було 70819 домогосподарств, 49861 родин, які мешкали в 74718 будинках.
Середній розмір родини становив 3,09.
Віковий розподіл населення поданий у таблиці:
| Стать    | До 15 років | 15-21 | 22-29 | 30-39 | 40-49 | 50-65 | 65-85 | Понад 85 |
| -------- | ----------- | ----- | ----- | ----- | ----- | ----- | ----- | -------- |
| Чоловіки | 21517       | 9755  | 8766  | 14635 | 15164 | 14024 | 8765  | 831      |
| Жінки    | 20439       | 8697  | 8508  | 14666 | 15017 | 14410 | 11622 | 2015     |

## Суміжні округи
- Мілвокі — північ
- Оттава, Мічиган — північний схід
- Аллеган, Мічиган — південний схід
- Кеноша — південь
- Волворт — захід
- Вокеша — північний захід